# Oligoryzomys
Oligoryzomys es un género de mamíferos roedores de la familia Cricetidae conocidos con el nombre vulgar de ratas pigmeas del arroz. Se distribuyen desde México hasta el sur de Sudamérica (y el Caribe).
En Argentina y en Chile, el ratón de cola larga o lauchita de los espinos (Oligoryzomys longicaudatus) y otras especies del género Oligoryzomys representan el reservorio del Hantavirus raza virus Andes (ANDV).

## Especies
Se reconocen las siguientes:

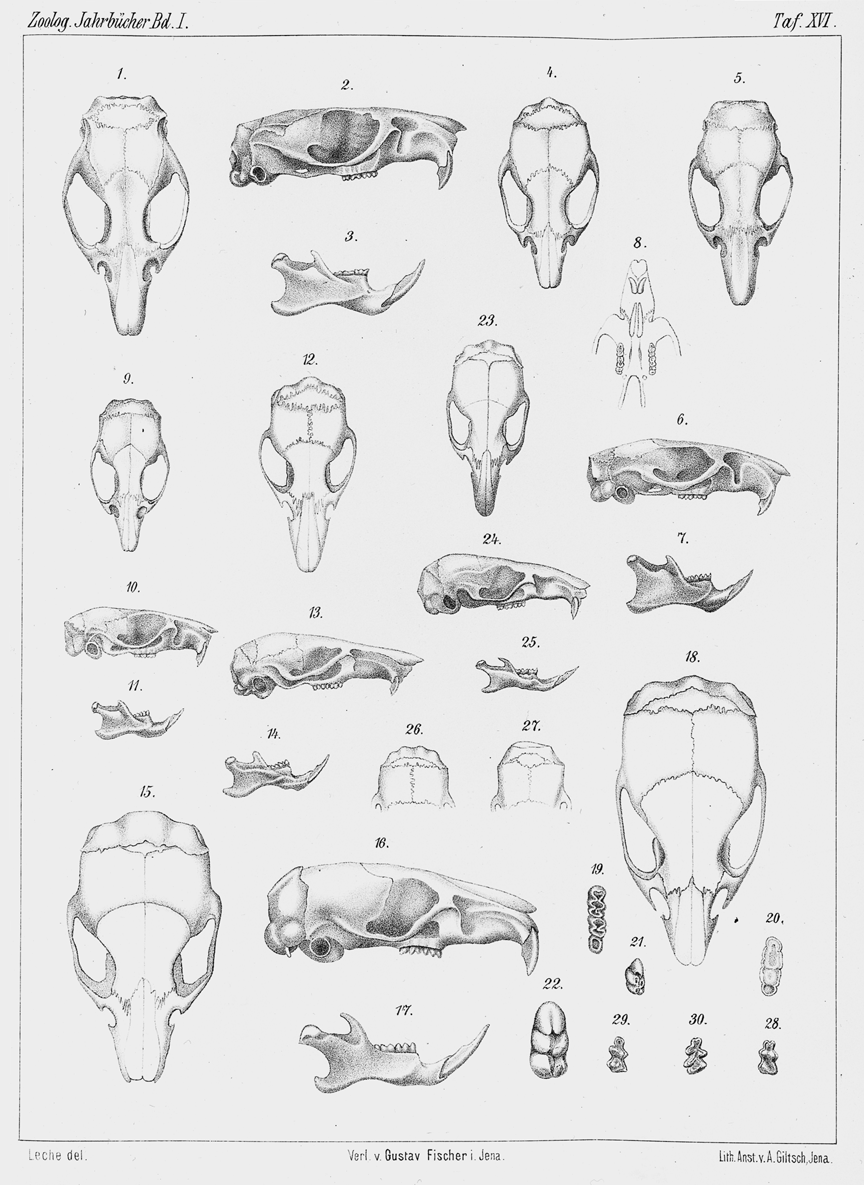
Especies identificadas por Leche (1886).

- Oligoryzomys andinus (Osgood, 1914)
- Oligoryzomys arenalis (Thomas, 1913)
- Oligoryzomys brendae Massoia, 1998
- Oligoryzomys chacoensis (Myers & Carleton, 1981)
- Oligoryzomys destructor (Tschudi, 1844)
- Oligoryzomys flavescens (Waterhouse, 1837)
- Oligoryzomys fornesi (Massoia, 1973)
- Oligoryzomys fulvescens (Saussure, 1860)
- Oligoryzomys griseolus (Osgood, 1912)
- Oligoryzomys longicaudatus (Bennett, 1832)
- Oligoryzomys magellanicus (Bennett, 1836)
- Oligoryzomys microtis (J. A. Allen, 1916)
- Oligoryzomys moojeni Weksler & Bonvicino, 2005
- Oligoryzomys nigripes (Olfers, 1818)[3][4]
- Oligoryzomys occidentalis (Contreras & Rosi, 1980)[5][6]
- Oligoryzomys rupestris Weksler & Bonvicino, 2005
- Oligoryzomys stramineus Bonvicino & Weksler, 1998
- Oligoryzomys vegetus (Bangs, 1902)
- Oligoryzomys victus (Thomas, 1898)
- Oligoryzomys yatesi (Palma & Rodríguez-Serrano, 2017)